# Xavier Chen
Xavier Chen (chiń. upr. 陈昌源; chiń. trad. 陳昌源; pinyin Chén Chāngyuán; ur. 5 października 1983 w Berchem-Sainte-Agathe) – tajwański piłkarz pochodzenia belgijskiego występujący na pozycji obrońcy. Karierę zakończył w klubie KV Mechelen.

## Kariera klubowa
Chen urodził się w Belgii jako syn Belgijki i Tajwańczyka. Treningi rozpoczął w 1991 roku w zespole RSC Anderlecht. W jego drużynach juniorskich występował przez 12 lat. W 2003 roku odszedł do KV Kortrijk z Tweede klasse. W ciągu 4 lat rozegrał tam 112 spotkań i zdobył 4 bramki.
W 2007 roku Chen przeszedł do pierwszoligowego KV Mechelen. W Eerste klasse zadebiutował 3 sierpnia 2007 roku w przegranym 0:1 pojedynku z Anderlechtem. W 2010 oraz w 2011 roku zajął z zespołem 7. miejsce w Eerste klasse. W latach 2013–2015 grał w Guizhou Renhe, a w 2016 wrócił do KV Mechelen.

## Kariera reprezentacyjna
W latach 2001–2002 Chen rozegrał 11 spotkań w reprezentacji Belgii U-21. 3 lipca 2011 roku w wygranym 3:2 meczu eliminacji Mistrzostw Świata 2014 z Malezją zadebiutował w reprezentacji Chińskiego Tajpej. W tamtym pojedynku strzelił także gola.